# إلفا ر. كيندال
إلفا ر. كيندال هو سياسي أمريكي، ولد في 14 فبراير 1893، وتوفي في 29 يناير 1968. نشط حزبياً في الحزب الجمهوري. وقد انتخب عضو مجلس النواب الأمريكي ‏.